# チャイヤー駅
チャイヤー駅 （チャイヤーえき）、タイ語:สถานีรถไฟไชยา）は、タイ王国南部スラートターニー県チャイヤー郡にある、タイ国有鉄道南本線の駅である。

## 概要
チャイヤー駅は、タイ王国南部スラートターニー県の人口約5万人が暮らすチャイヤー郡にある。駅の正面側は東向きであり、町の中心部に位置する。
クルンテープ駅（バンコク）から613.76km地点に位置し、特急列車利用で8時間15分程度である。
一等駅であり1日に20本（10往復）の列車が発着し、その内訳は特急2往復、急行2往復、快速5往復、普通1往復である。

## 歴史
南本線は旧トンブリー駅-ペッチャブリー駅間が1903年6月19日に開業したのを皮切りに南北3か所（ペッチャブリー駅、ソンクラー駅、カンタン駅）より同時に延伸工事が開始され、当駅は南側からの工事分として1916年7月17日に途中駅として開業した。開業して約1箇月後の1916年9月1日に、北側からの工事がチュムポーン駅まで延伸開業し南北からの工事がつながった。 
- 1913年4月1日 【開業】フワイヨート駅 - カンタン駅 (49.26km)
- 1914年1月1日 【開業】トゥンソン分岐駅 - フワイヨート駅 (43.74km)
- 1915年2月14日 【開業】バーンナ駅 - トゥンソン分岐駅 (94.74km)
- 1916年7月17日 【開業】チュムポーン駅 - バーンナ駅 (193.81km)

## 駅構造
単式及び島式1面の複合型ホーム2面2線をもつ地上駅であり、駅舎はホームに面している。